# Ернст II (герцог Саксен-Гота-Альтенбурзький)
Ернст II Людвіг (нім. Ernst II. Ludwig; 30 січня 1745 — 20 квітня 1804) — герцог Саксен-Гота-Альтенбурзький у 1772—1804 роках. Син попереднього герцога Саксен-Гота-Альтенбургу Фрідріха III та принцеси Саксен-Майнінгенської Луїзи Доротеї. Під впливом Французької революції мав намір зректися трону й емігрувати, але, зрештою, залишився в Готі. Масон.
Засновник Готської обсерваторії.

## Біографія

### Ранні роки
Народився 30 січня 1745 року у Готі. Був четвертою дитиною та третім сином у родині герцога Саксен-Гота-Альтенбурзького Фрідріха III та принцеси Саксен-Майнінгенської Луїзи Доротеї.
. Мав старшого брата Фрідріха Людвіга та сестру Фредеріку Луїзу. Ще один брат помер немовлям до його народження. Згодом сімейство поповнилося молодшим сином Августом.
Отримав суворе виховання. Як другий син, призначався до військової кар'єри. Став спадкоємним принцом у червні 1756 року після смерті старшого брата. Матір, прихильниця усього французького, з ранніх літ привила йому любов до наук і мистецтв. Власноруч написала йому життєві правила. Наставником юнака був Вільгельм фон Ротберг, вчителями — Якоб Август Руссо та Крістіан Вільгельм Баузе. У 1762—1763 роках таємний радник Йоганн Стефан Пюттер давав Ернсту уроки історії, конституційного права та державного управління.
У 1768—1769 роках обидва принци здійснили освітню подорож, в рамках якої відвідали Нідерланди, Англію та Францію, де познайомилися з визначними діячами політики, науки та мистецтв. При англійському дворі провели чотири місяці, а у Версалі Ернст Людвіг справив таке враження чистого серця, що Дідро порадив йому не залишатися занадто довго у Франції, «інакше його можна було б зіпсувати». У січні 1769 року юнаки повернулися до Готи, де Ернст Людвіг невдовзі одружився зі своєю родичкою, Шарлоттою Саксен Майнінгенською, яка народила йому згодом чотирьох синів.

### Правління

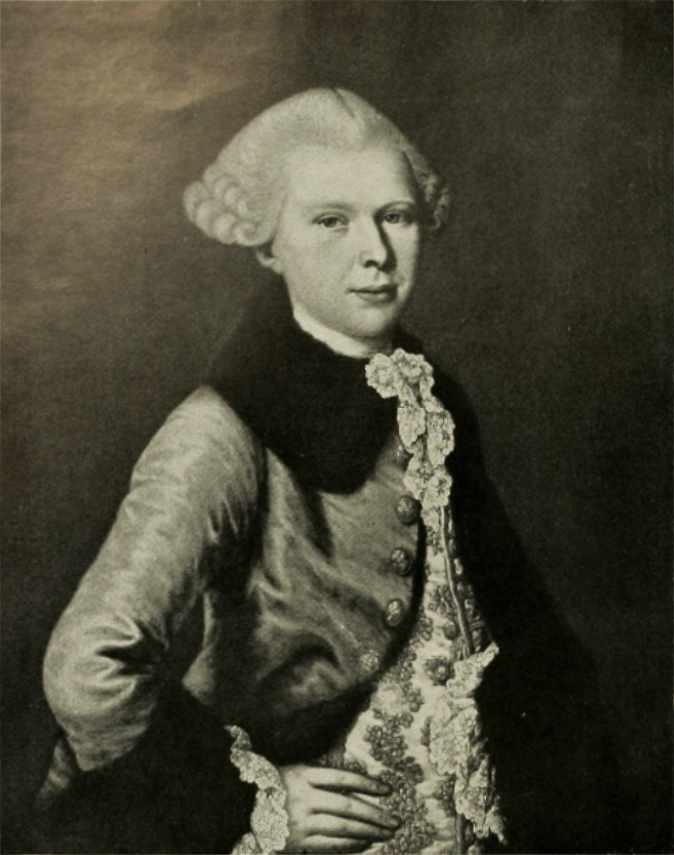
Портрет Ернста Людвіга

Вступив на престол 10 березня 1772 року. Правління не було приємне для нього, герцог радше присвятив би життя вивченню науки в тихому усамітненні. Головною метою правителя стало сприяти процвітанню країни та зробити народ щасливим. Його видатними чеснотами були любов до справедливості та людинолюбна доброзичливість, яка судила слабкості інших з лагідністю та терпінням. Проявляв значну щедрість у підтримці наук і мистецтв. Внаслідок його ощадливості поступово виплачувались значні борги, не обтяжуючи підданих новим тягарем.
Відмовився від пропозиції англійського короля відправити війська до Америки, попри те, що це було звичайною практикою німецьких держав. У 1795 році надав п'ятикратний контингент для імператорської армії, для економії людей виставивши драгун, оскільки вершник рахувався за трьох піших.
Американська боротьба за незалезалежність захоплювала Ернста, він також вітав початок Французької революції; але, з посиленням терору, відкрито висловив глибоку огиду до її жахів. Побоюючись, що на Німеччину чекає така ж доля, вирішив відмовитися від правління і зайнятися наукою у Швейцарії, який симпатизував, або Америці, де він у 1794 році придбав землі в Монтгомері. Зрештою, залишився у Готі.
У 1776 році брав участь у врегулюванні територіальних суперечок між маркграфом Бранденбург-Ансбахським та імперським містом Нюрнберг, згодом відав адміністрацією фінансів Саксен-Кобург-Заальфельдів.

Припинив роботу монетного двору Готи. Основними причинами стали величезний обсяг дрібних монет Тюрингії та приток іноземних грошей в результаті помилкової грошової політики його попередника. 1799 року стара будівля монетного двору була знесена.

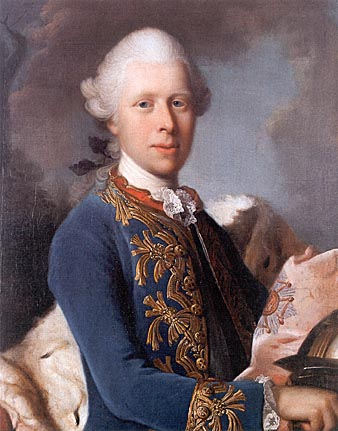
Портрет пензля Й. Й. Міхаеля, близько 1775

У 1772 році ввів державне страхування від пожеж, 1773 року заснував Товариство вдів держслужбовців, 1776 року випустив новий процесуальний кодекс, а у 1780 — нові положення до державного кодексу. Того ж року відкрив ломбард, а 1785 — майстерню для бідних. Протягом усього правління засновував притулки для бідних і лікарні в Альтенбурзі, Роннебурзі, Калі та Айзенбергу. Видав низку наказів проти передчасного поховання померлих (1779), проти недосконалої системи адвокатської діяльності (1775), проти надмірних витрат на похоронні церемонії, весілля, дитячі хрещення, розкішний одяг тощо.
Мав широке коло художніх і наукових інтересів. Розвивав систему освіти, економіку, театр, збирав колекції витворів мистецтв, книги та рукописи для бібліотеки, а також колекції старовинних монет для монетного кабінету. Особисто цікавився фізикою й астрономією. У замку Фріденштайн були облаштовані фізичний кабінет і невелика обсерваторія. 1783 року, за посередництва Гете, надав художнику Й. Г. В. Тішбейну ґрант на його друге перебування у Римі, в ході якого була створена історична картина «Конрадін Швабський і Фрідріх Австрійський вислуховують свій смертний вирок за грою в шахи». Підтримував вчених; довічні пенсії, які він виплачував власним коштом, становили 3300 талерів на рік. Після смерті науковців надавав щорічні гранти членам їхніх родин.

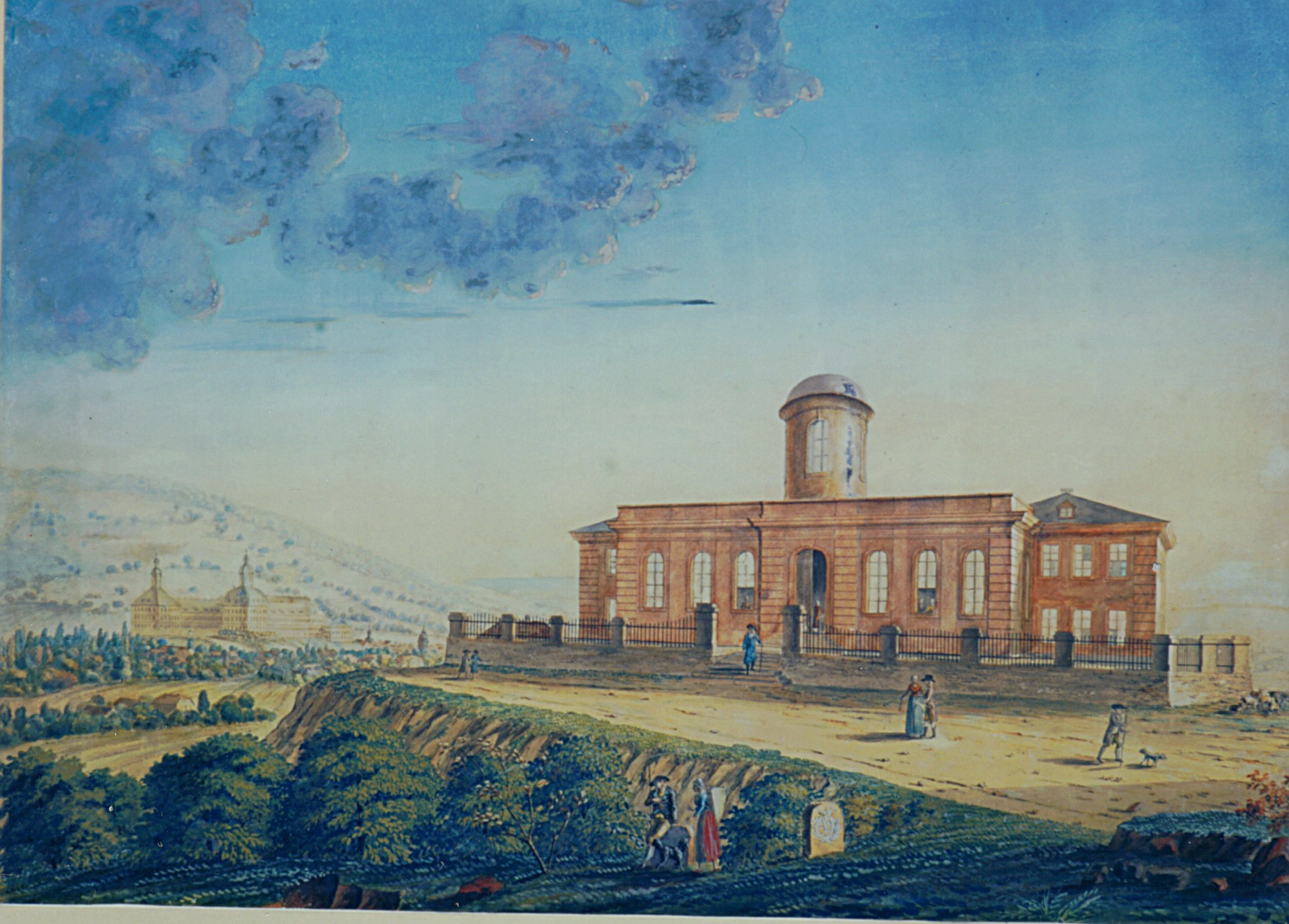
Зеєберзька обсерваторія у 1800 році

Запросив до країни відомого астронома Франца Ксавера фон Цаха, який прибув до Готи у червні 1786 року і почав, зі вступом на посаду приворного астронома, Астрономічну епоху Готи. Разом з ним заснував Готську обсерваторію, яка перетворилася на європейський центр астрономії. Першою з комплексу стала Зеєберзька обсерваторія, розташована на річці Малий Зеєбег, яка, водночас, стала однією з перших обсерваторій у Європі. Введена в експлуатацію 1790 року й оснащена найсучаснішими — переважно англійськими — приладами, вважалася зразком для наступників. На її будівництво Ернст II витратив 38 000 талерів зі свого апанажу, а також 20 000 талерів на обладнання. За його заповітом, ця наукова установа мала бути єдиною видимою пам'яткою його життя. Для її збереження він надав капітал у 40 000 талерів та щорічні 4 % з нього, які призначалися для покриття майбутніх витрат на утримання господарства та платні астроному. У серпні 1798 року у Готі пройшов перший європейський конгрес астрономів.
У замковому парку навколо пруда, за наказом герцога, був розбитий англійський сад. Роботами займався англійський садівник Джон Хаверфілд, якого Ернст привіз із собою з Альбіону у 1769 році. У 1775—1777 роках архітектор Карл Крістоф Бессер звів на північно-західному березі доричний храм античного зразка, присвячений богу Меркурію. В Саду Герцогині у 1780—1781 роках для дружини правителя був створений палац задоволень Teeschlösschen.
Від 1774 року Ернст був масоном у Великій державній ложі Німеччини та членом готської ложі «Zum Rautenkranz». 1784 року домігся приєднання готської ложі до Еклектичного союзу. 1783 року став членом товариства Ілюмінатів.
Раптово помер 20 квітня 1804 року. Був похований без труни, у простому кавалерійському мундирі у ямі, вистеленій дерном. Категорично заборонив встановлювати будь-який пам'ятник на свою честь. На могилі було висаджено акацію, символічне дерево масонів.

## Легенда
Цікавлячись наукою так само сильно, як масонством та ілюмінатами, герцог вважався підданими людиною з магічними здібностями. Донині в Готі існує легенда, згідно якої Ернст II зміг «заборонити» вогонь. Кажуть, що під час пожежі він тричі об'їжджав вогнище на білому коні та бурмотів таємні заклинання, аби вогонь не поширювався далі. Однак відразу після того, як вогонь був «заборонений», він мав якнайшвидше дістатися до протилежного берега найближчої водойми, щоб полум'я не переслідувало його.

## Родина

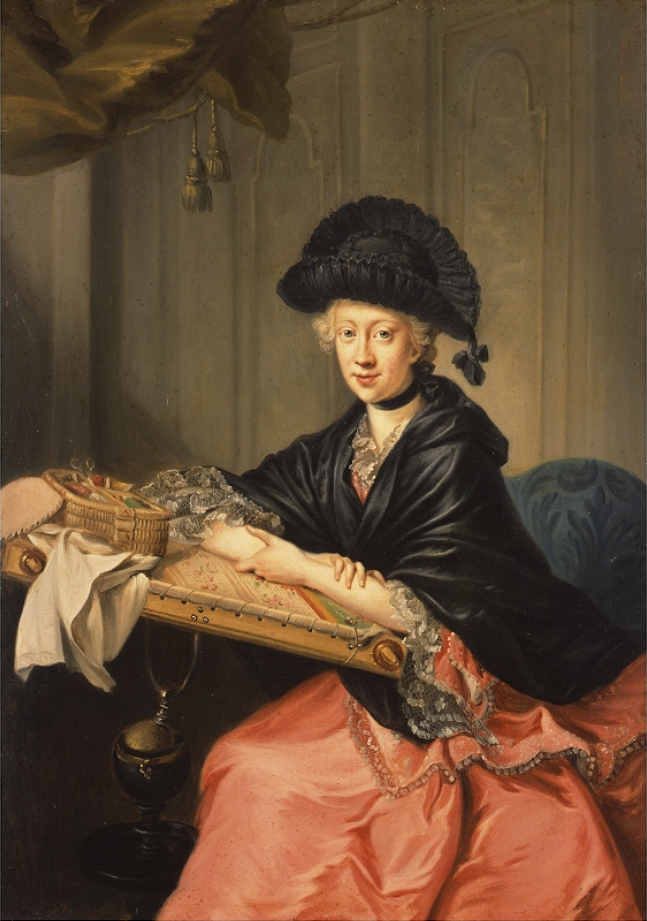
Портрет Шарлотти пензля Й. Г. Цізеніса, XVIII ст.

Дружина — Шарлотта, принцеса Саксен-Майнінгенська
Діти:
- Ернст (1770—1779) — прожив 9 років;
- Август (1772—1822) — наступний герцог Саксен-Гота-Альтенбурзький з 1804 року, був двічі одруженим, мав єдину доньку;
- Фрідріх (1774—1825) — останній герцог Саксен-Гота-Альтенбургу з 1822 року, одруженим не був, дітей не мав;
- Людвіг (21—26 жовтня 1777) — прожив 5 днів.

Шарлотта пережила чоловіка на 23 роки. Конфліктуючи з сином Августом, у 1806 році виїхала з Готи. Померла у Генуї.